# Collooney
Collooney (en gaèlic irlandès Cúil Mhuine, que vol dir "racó de l'espessor") és una vila d'Irlanda, al comtat de Sligo, a la província de Connacht.

## Transport
Collooney es troba just a la sortida de les carreteres nacionals N4 (Dublín a Sligo) i N17 (Sligo a Galway), que ha estat anul·lada dues vegades, per la N4 el 1998 i la N17 el 1992, i és el punt de trobada dels dos camins. La ciutat era un centre ferroviari important, amb no menys de tres estacions de ferrocarril. A més de l'estació de Collooney, inaugurada el 3 de desembre de 1862, (en la línia de Dublín a Sligo) hi ha una estació en la línia a Claremorris (el corredor ferroviari occidental) i en la línia de ferrocarril de Sligo, Leitrim i comtats septentrionals a Enniskillen.

## Història
A la vila va tenir lloc la batalla de Collooney durant la rebel·lió irlandesa de 1798.

## Collooney Gallery

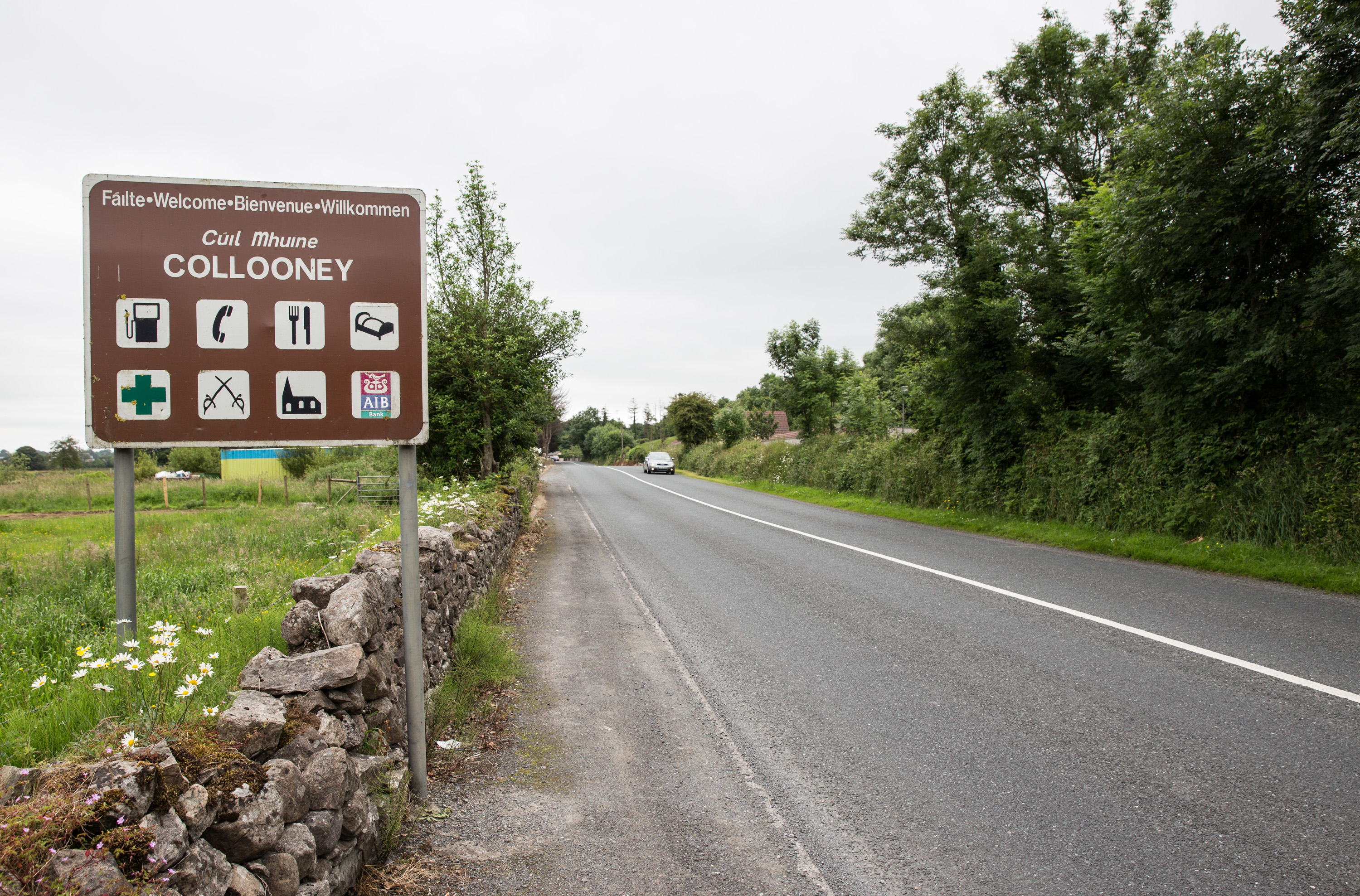
Aproximant-se a Ballysadare
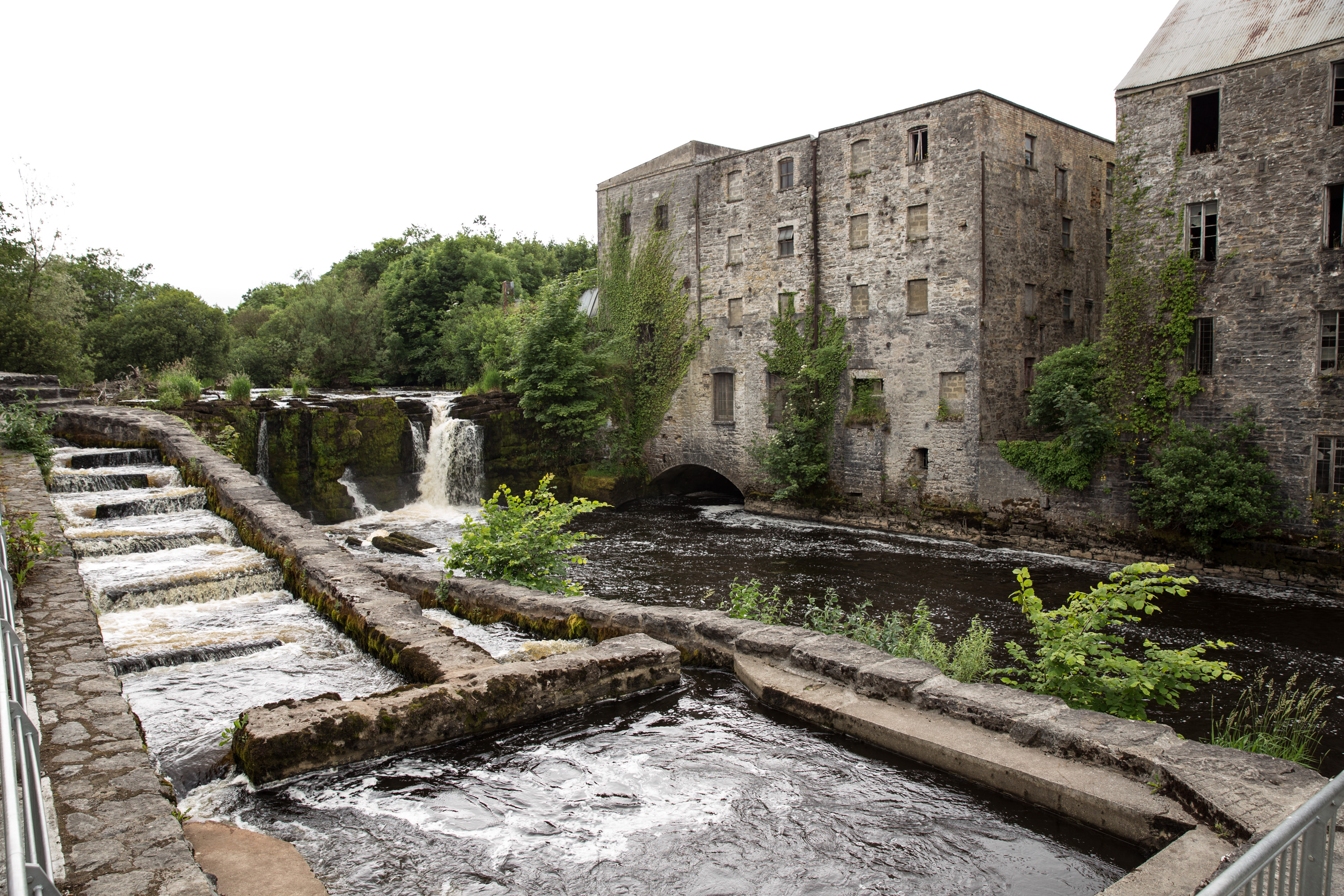
Antic Molí
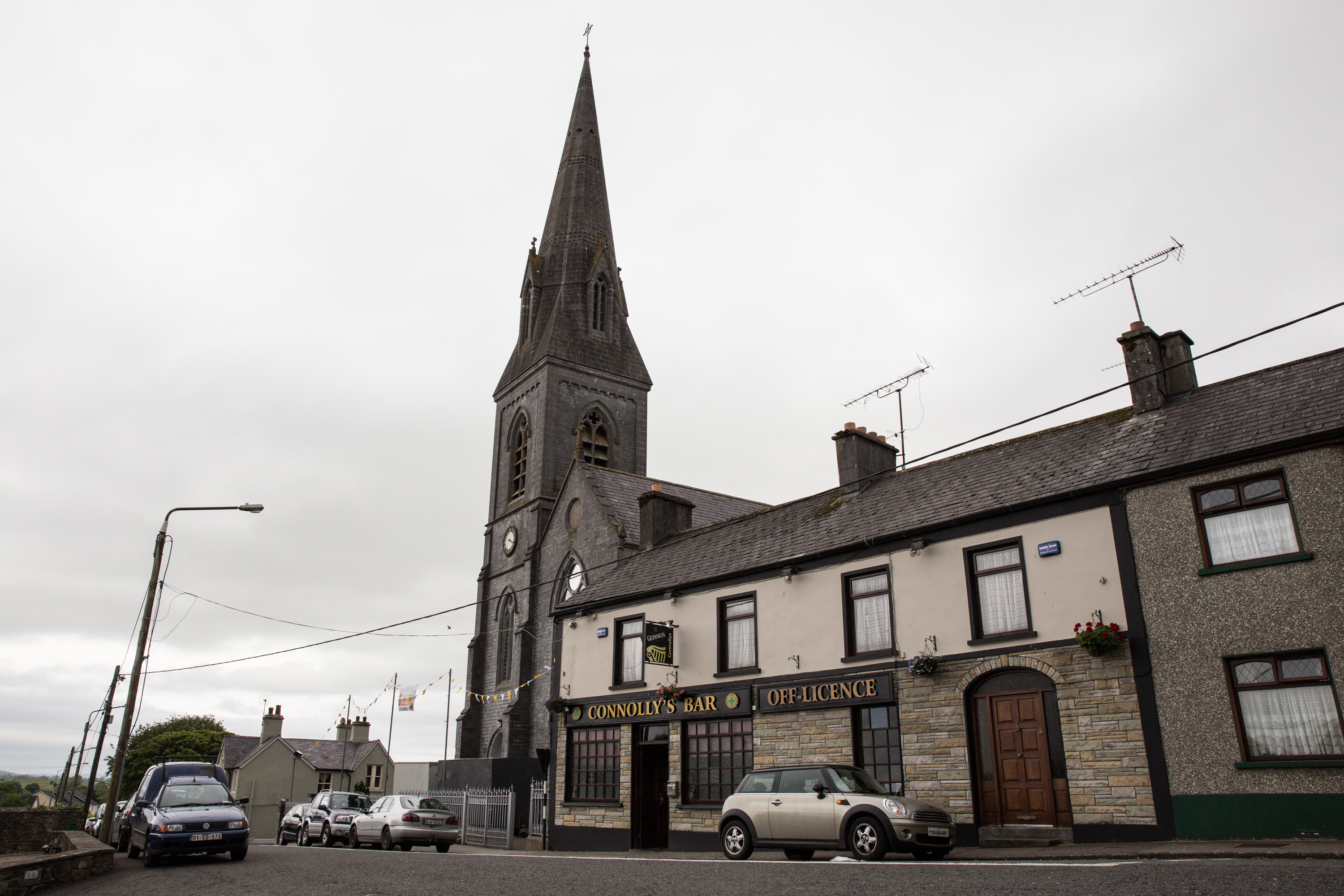
Església catòlica i bar de Connolly
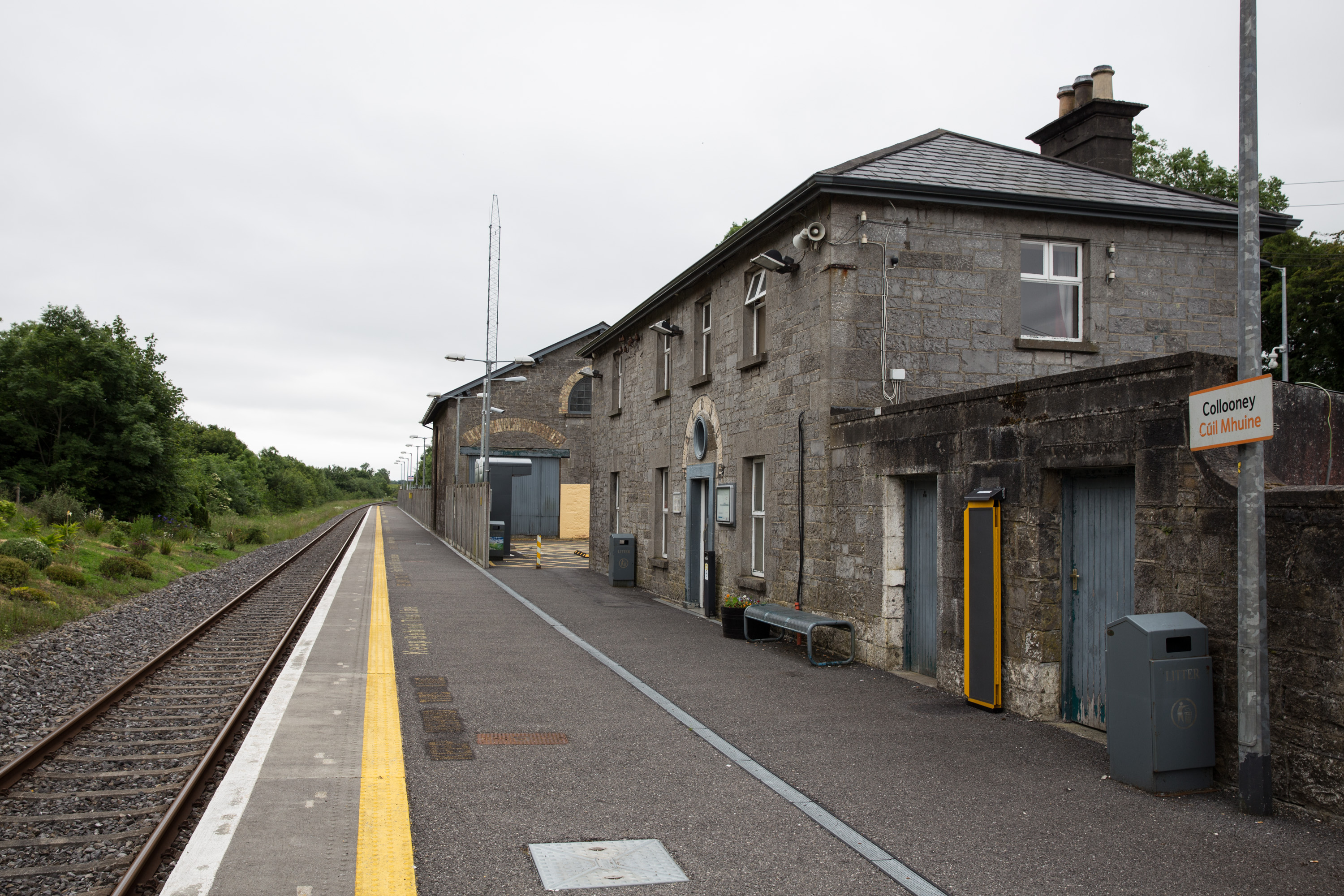
Estació de ferrocarril Sligo Dublin
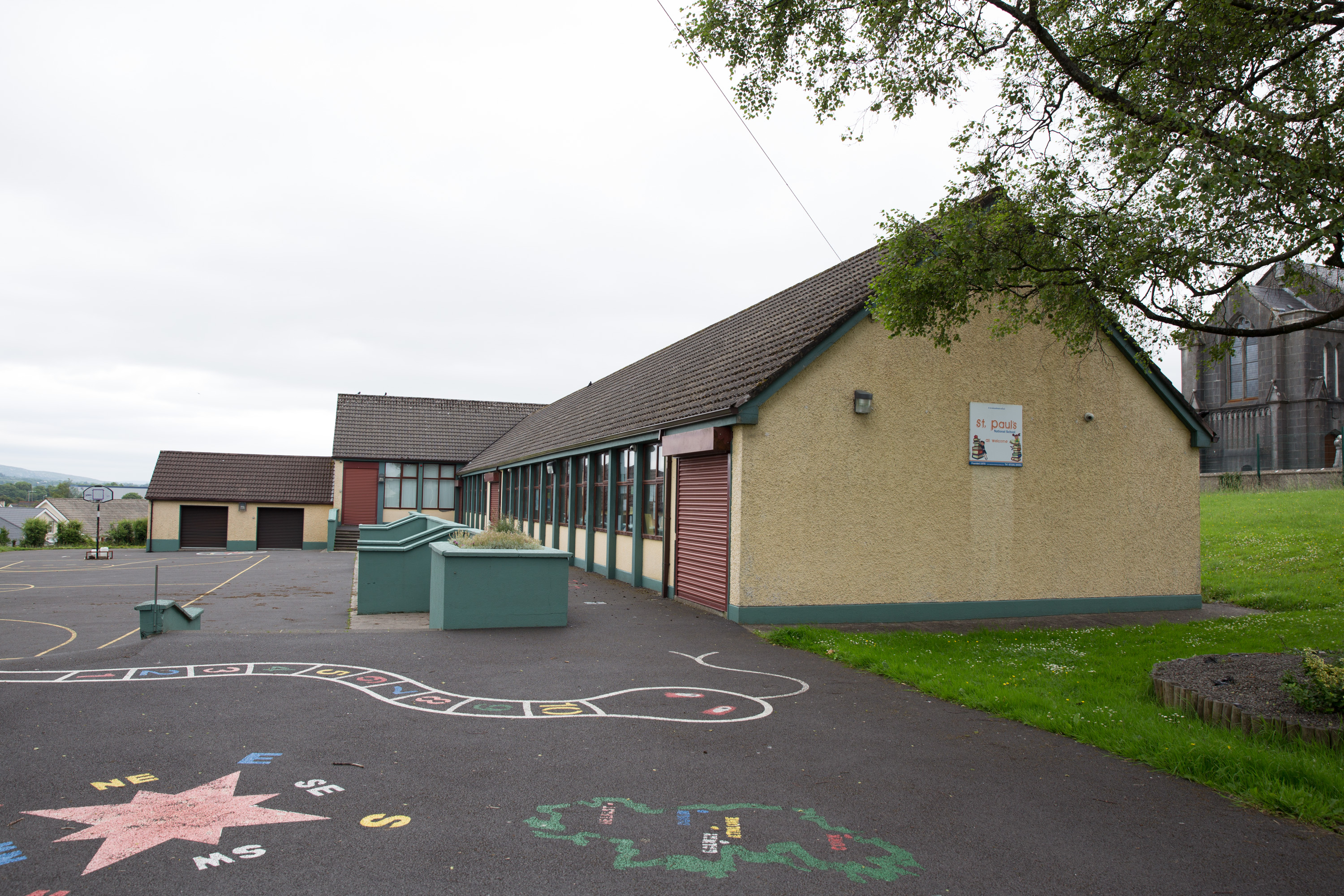
Escola nacional St. Pauls
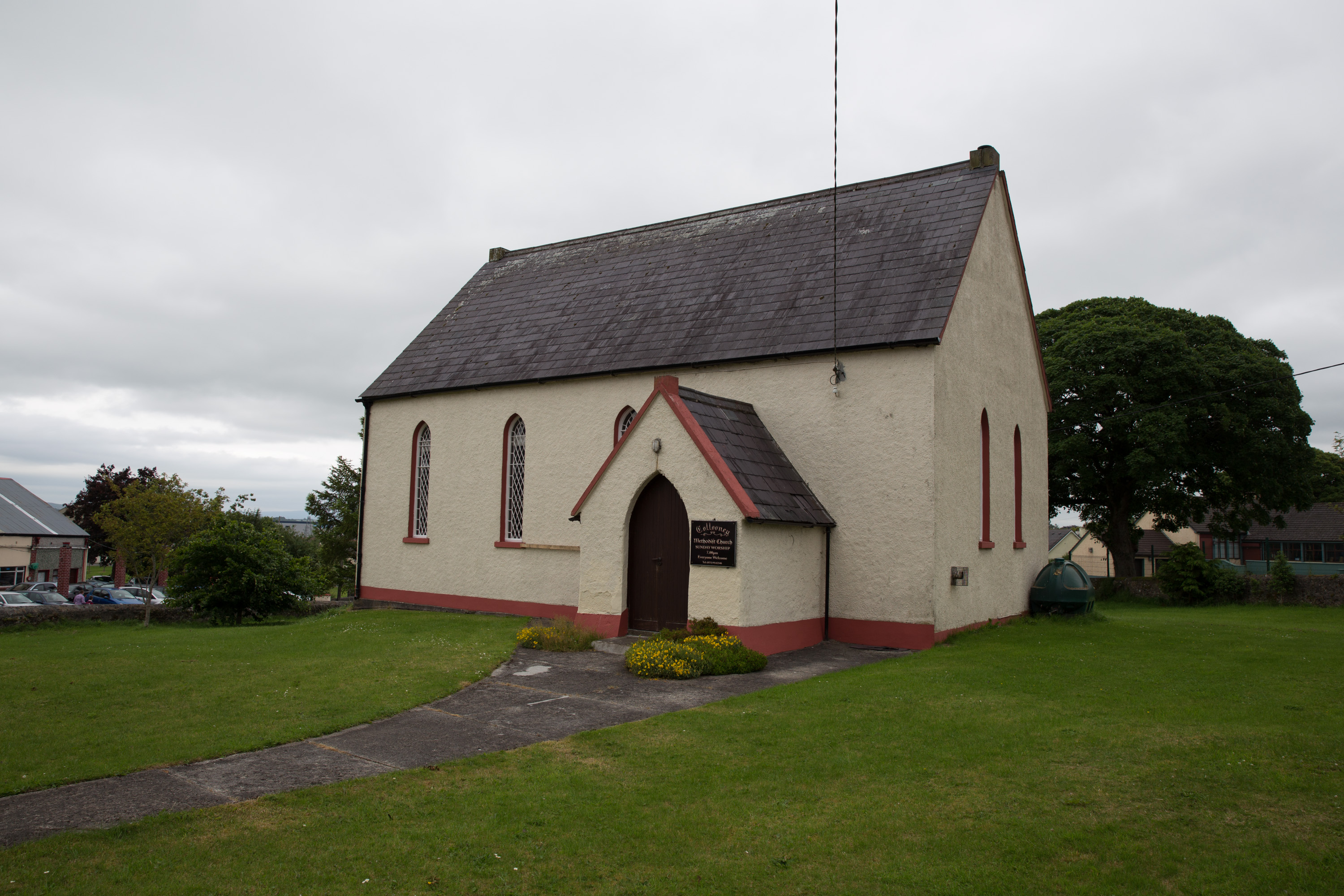
Església medotista
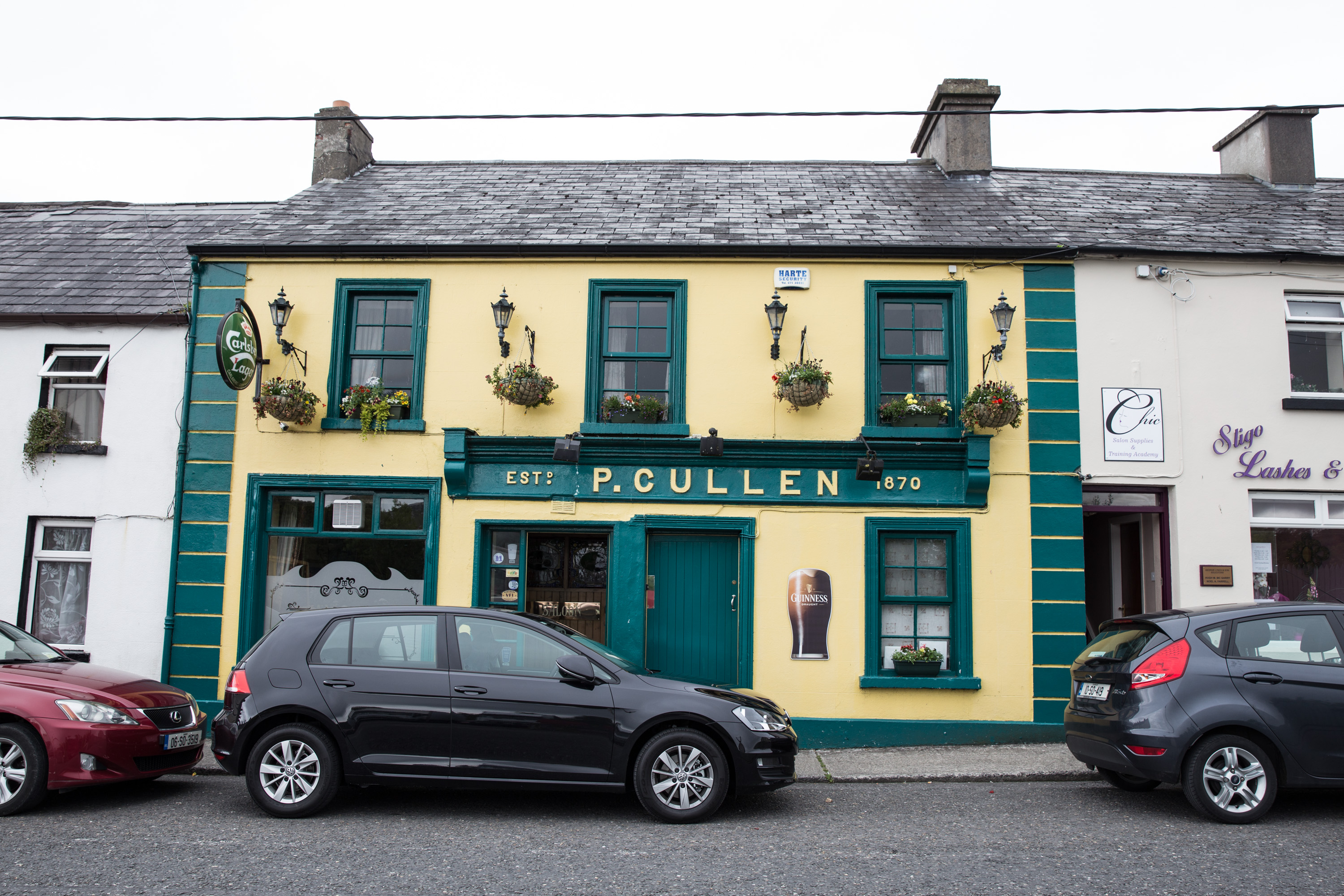
Bar de P. Cullen
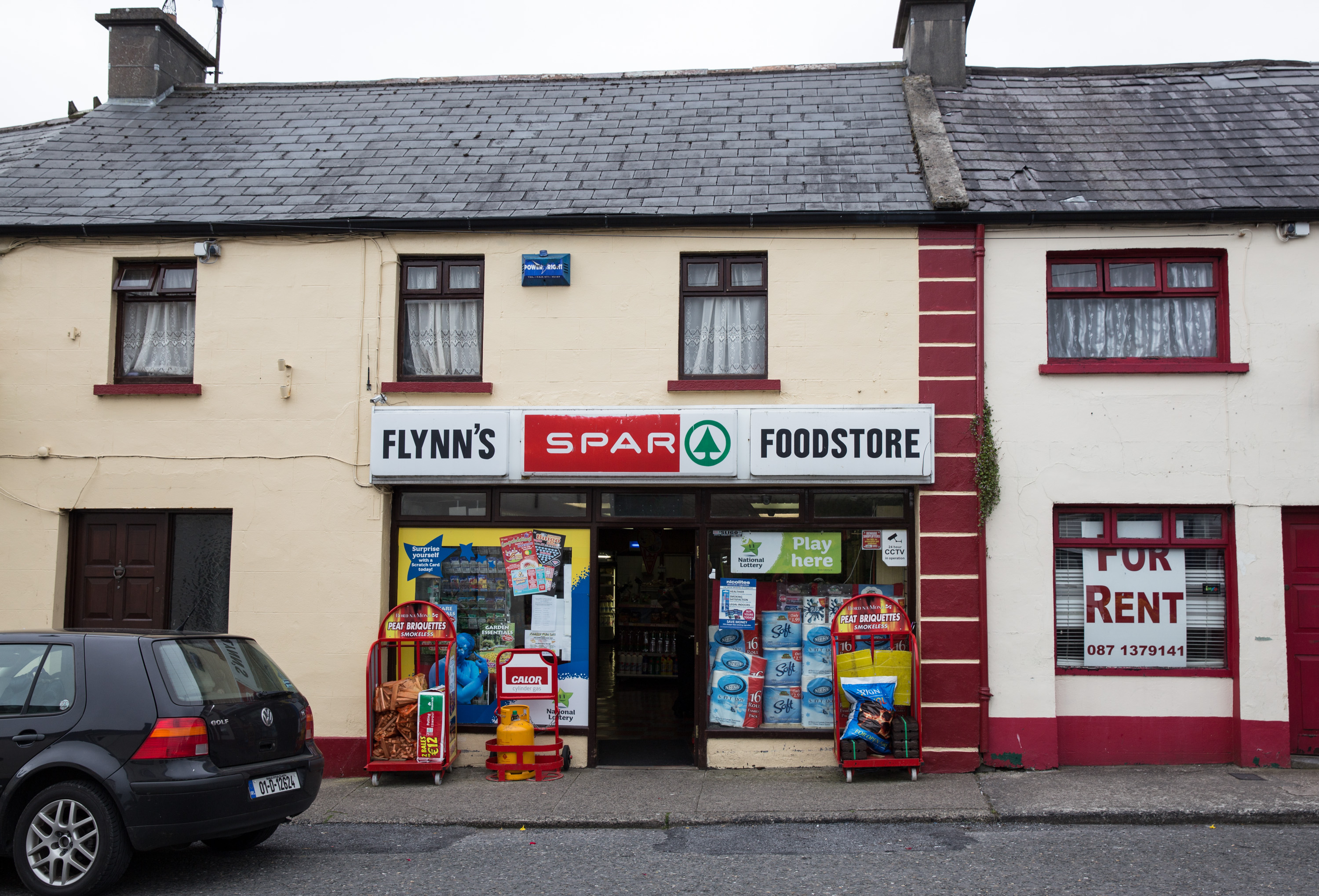
Magatzem Flynn
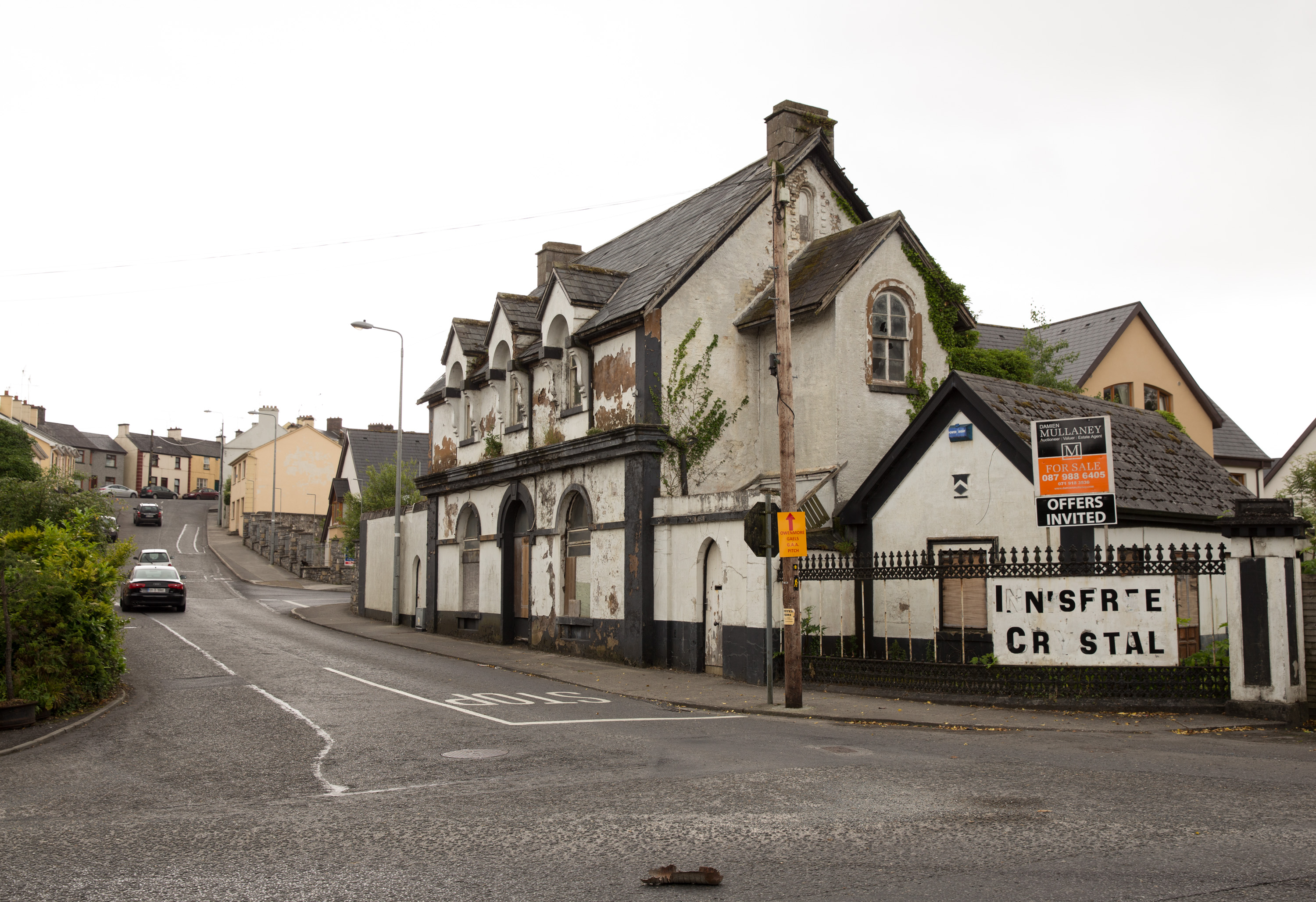
Jardí McGovern
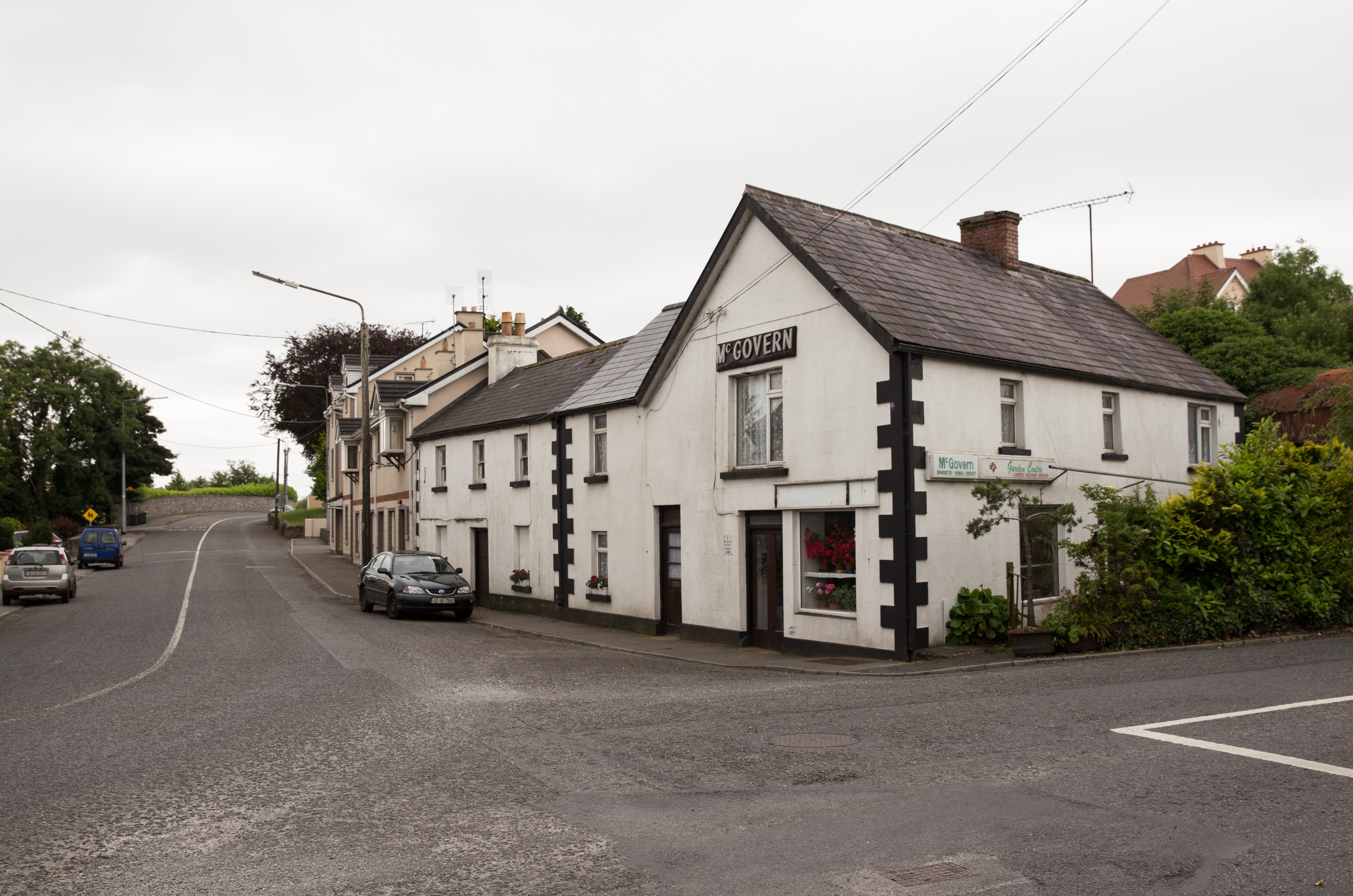
Antic edifici de vidre Inishfree
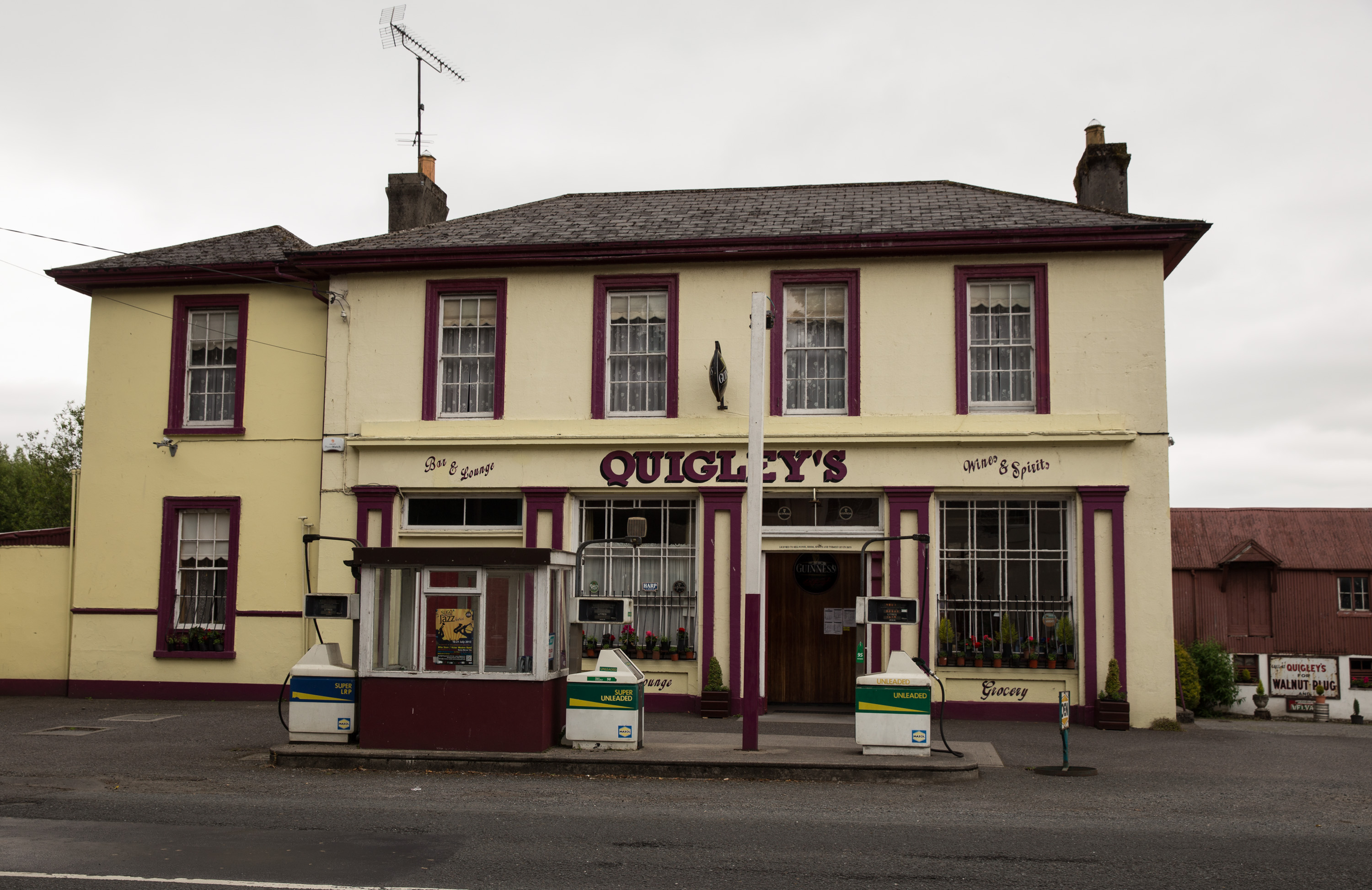
Quigleys bar
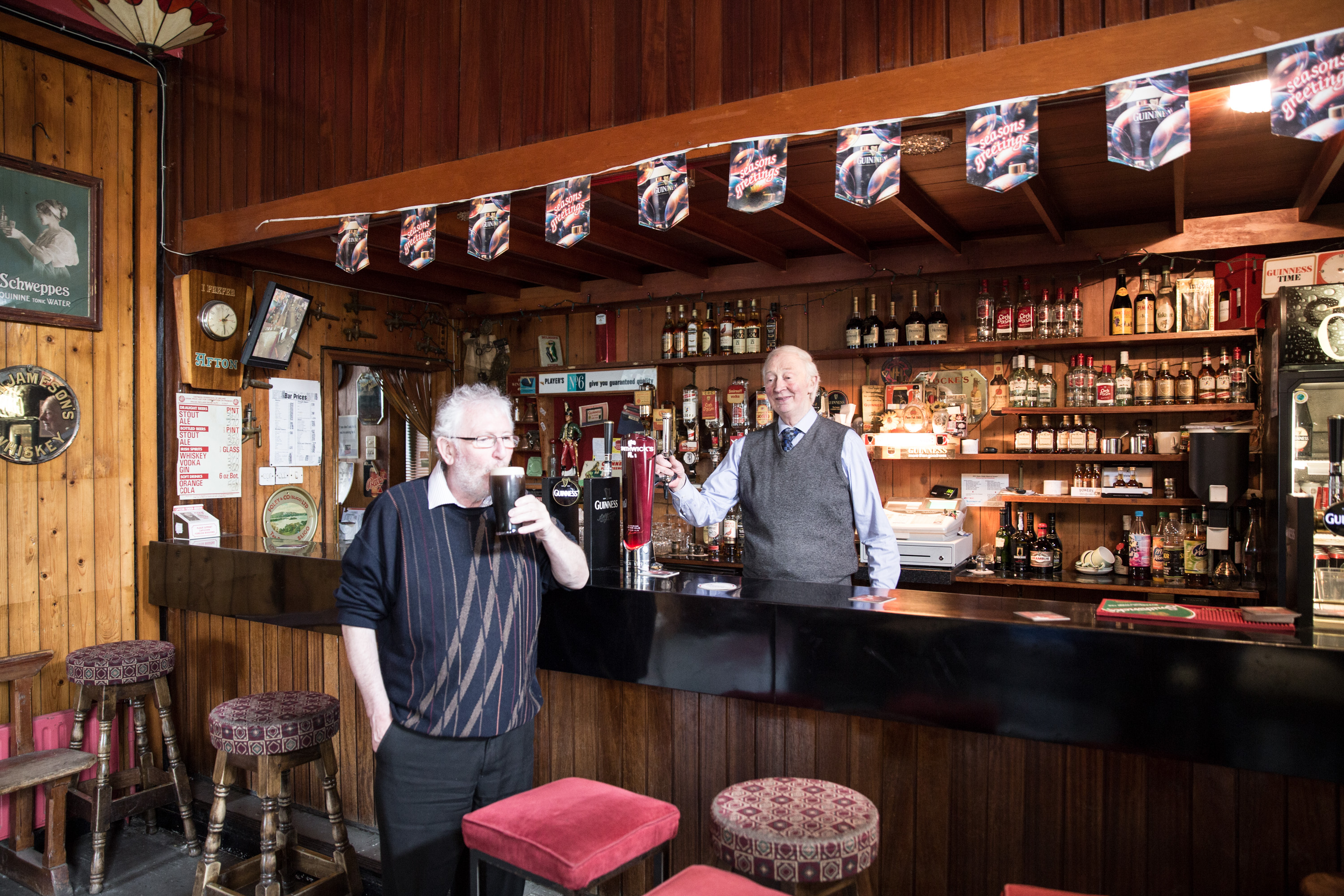
Quigleys bar (interior)
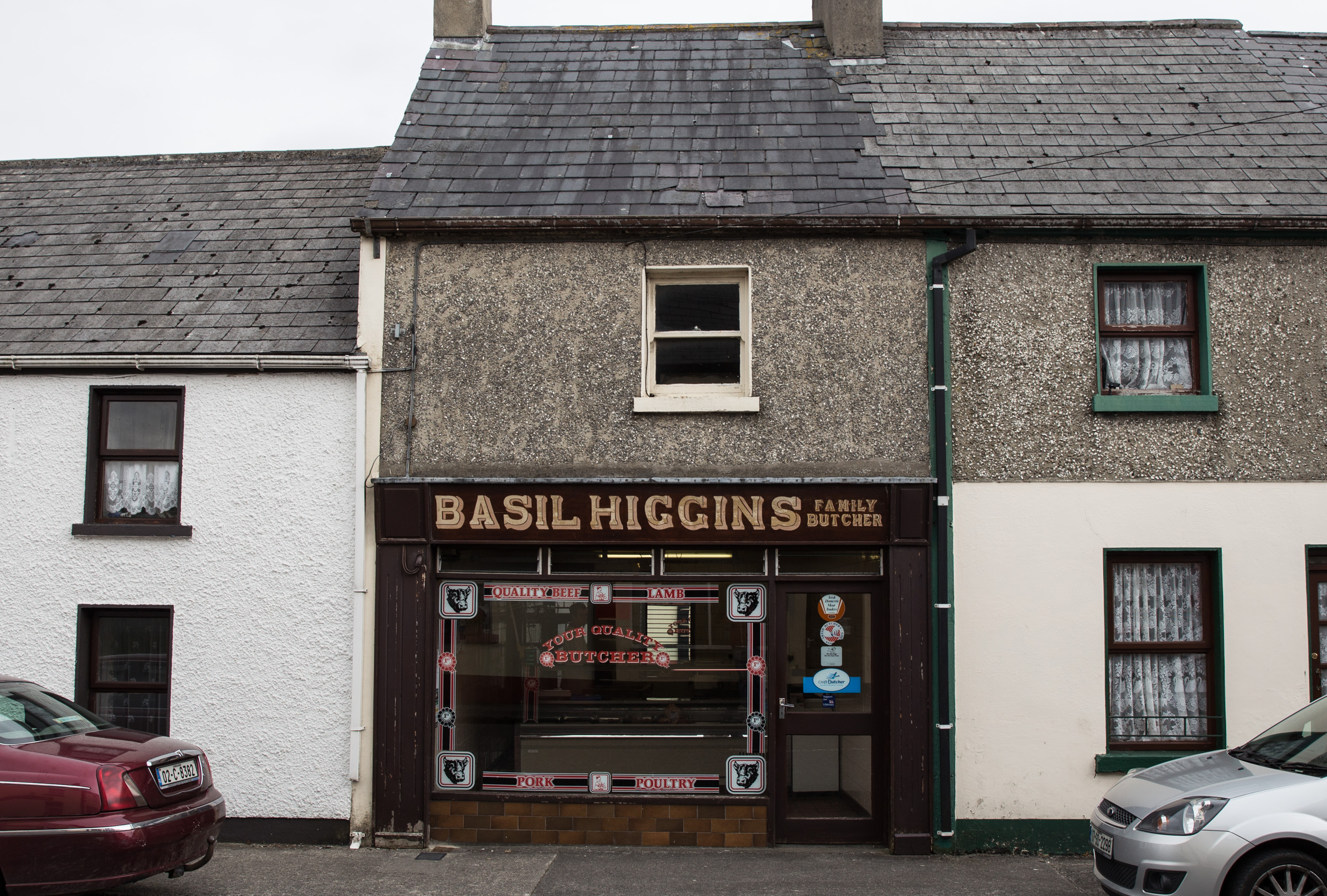
Carnisseria Basil Higgins
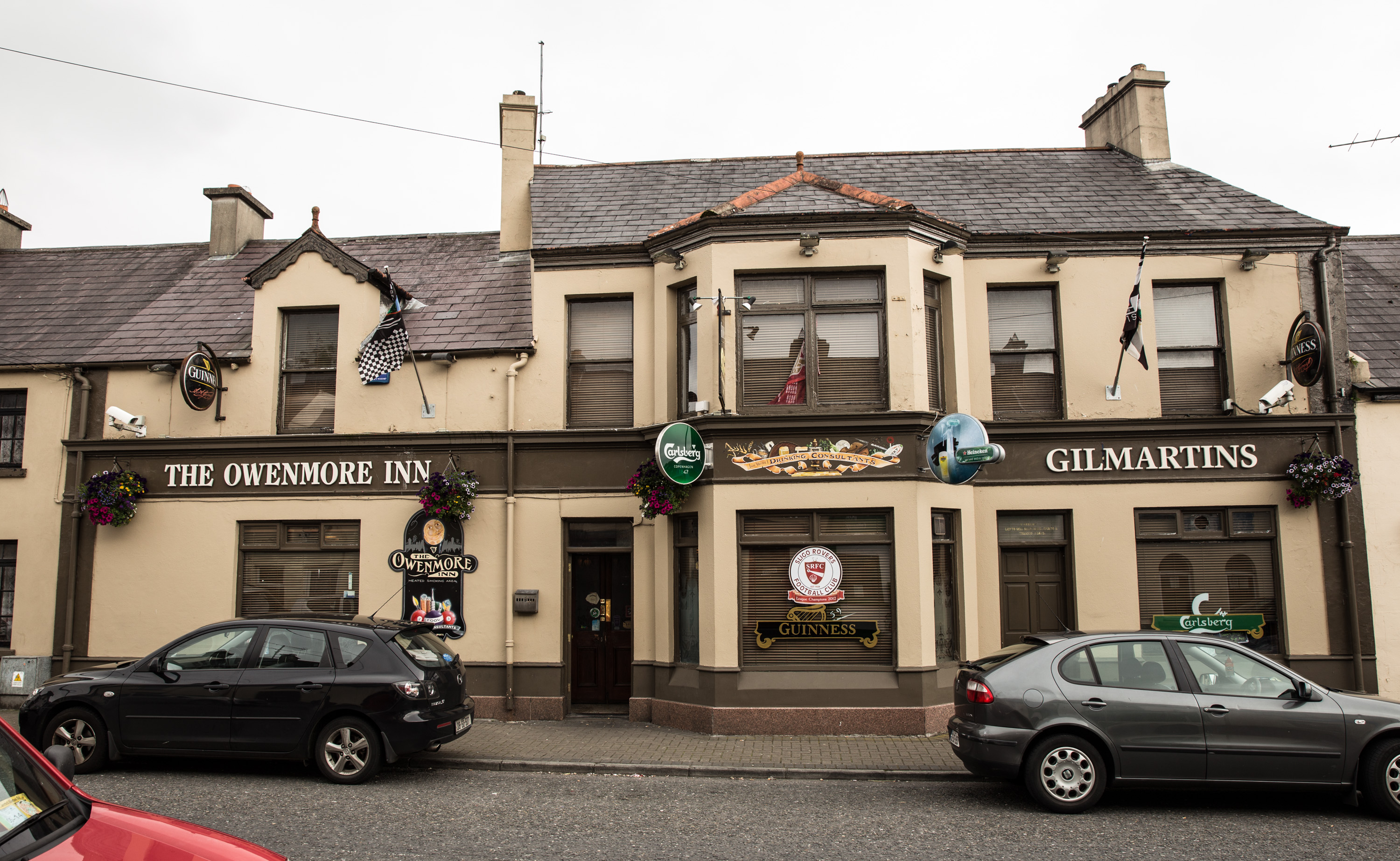
The Owenmore Inn
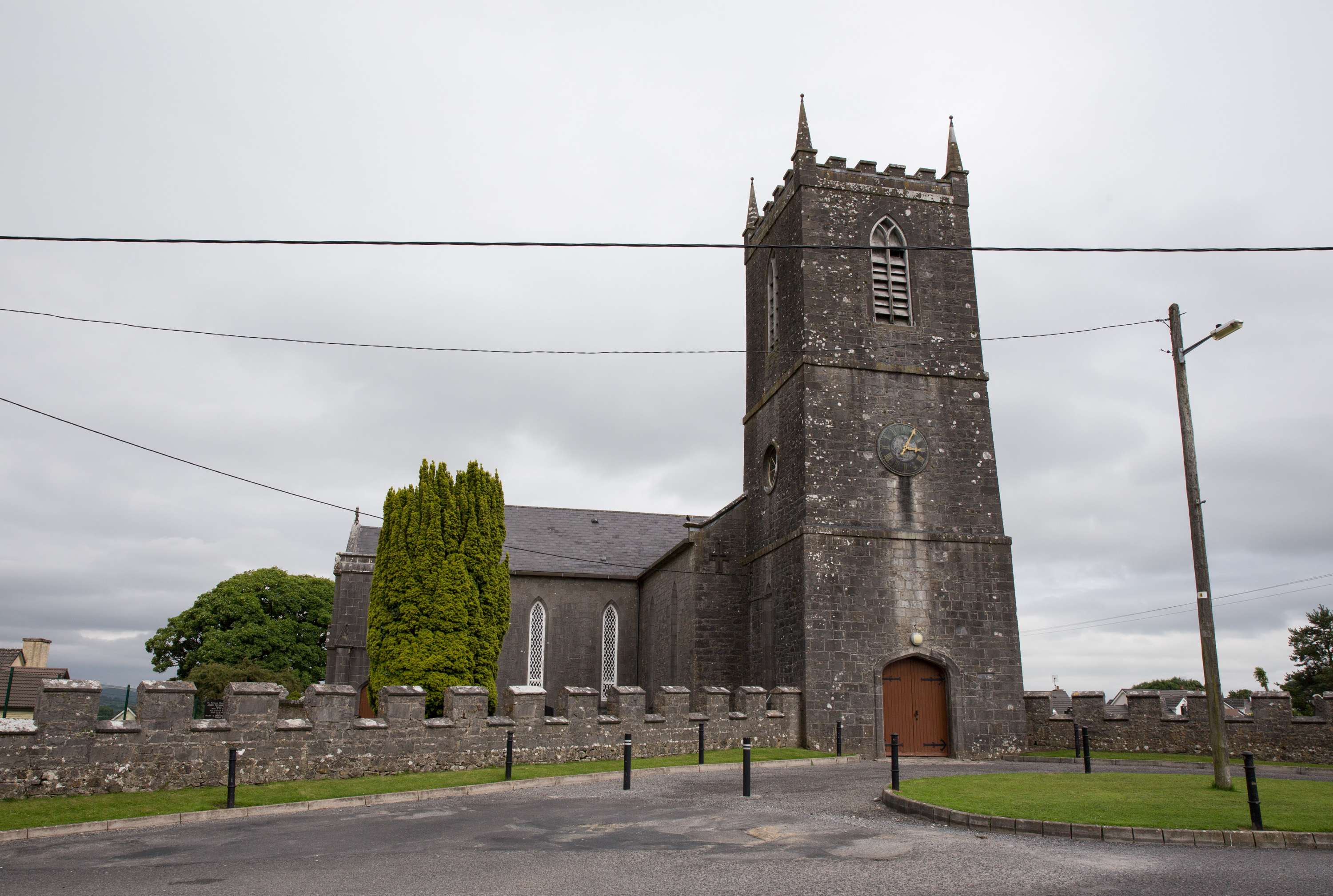
St. Pauls Church (Església d'Irlanda)
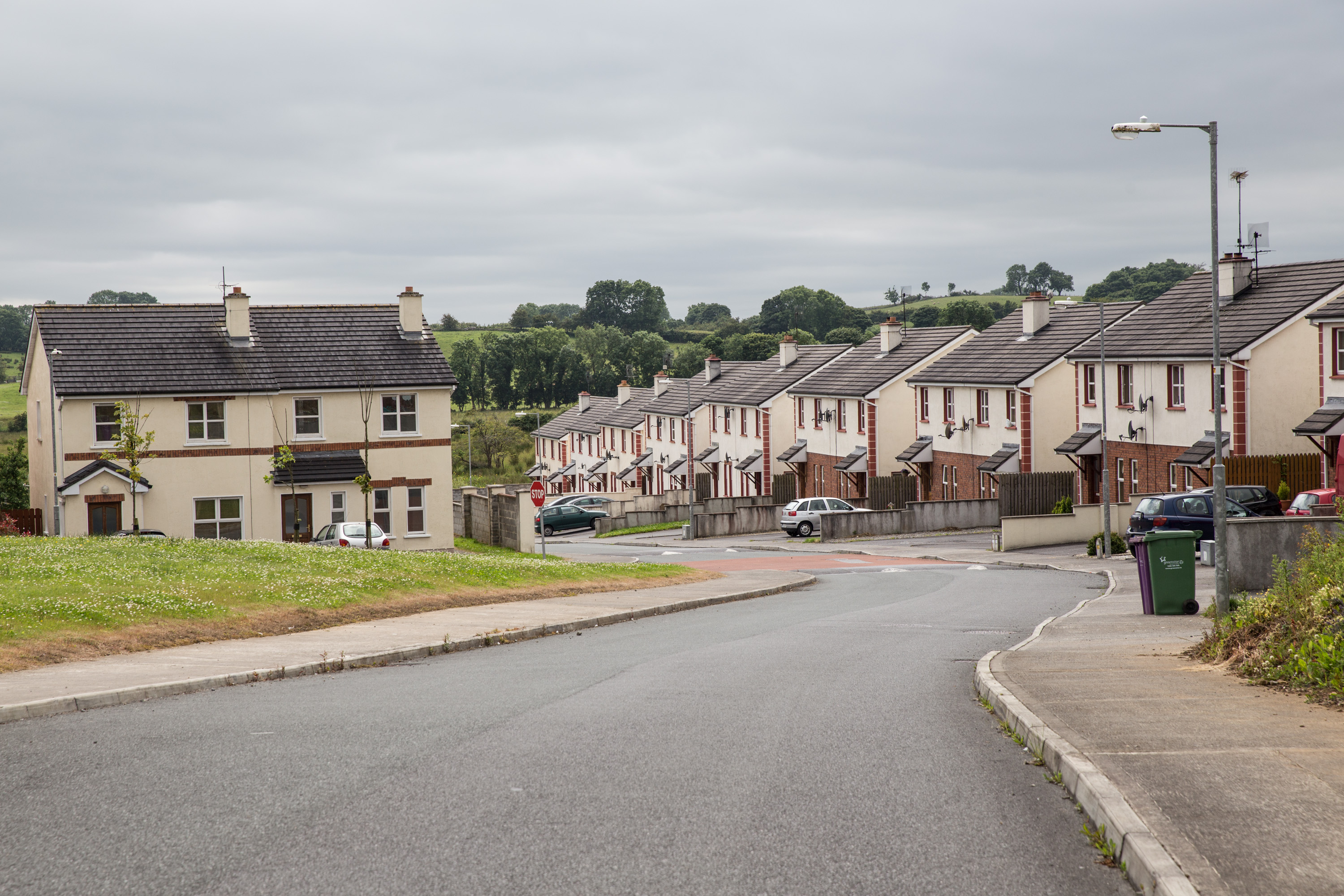
Casa moderna
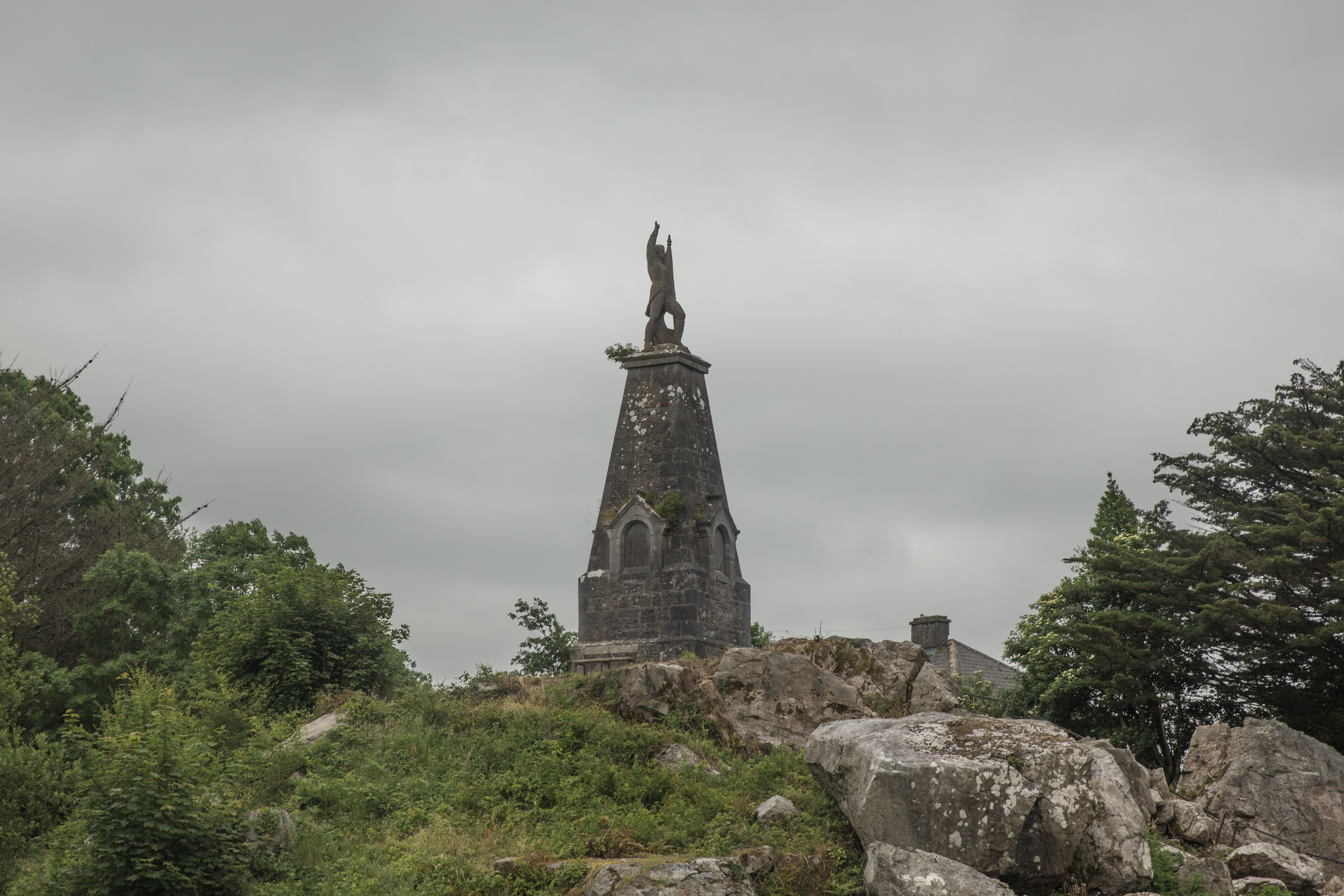
Teeling monument
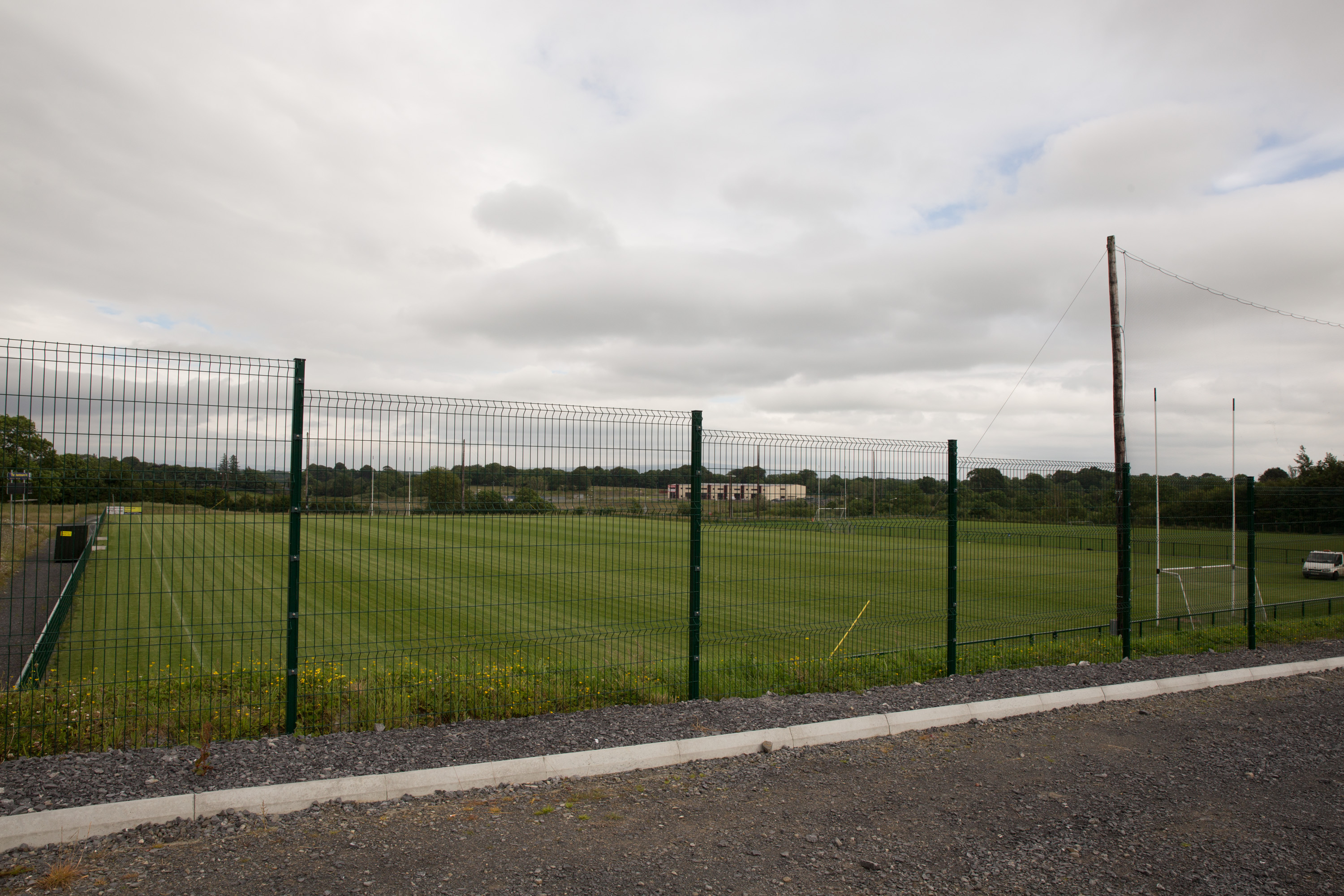
Connolly Park, Owenmore Gaels G.F.C.
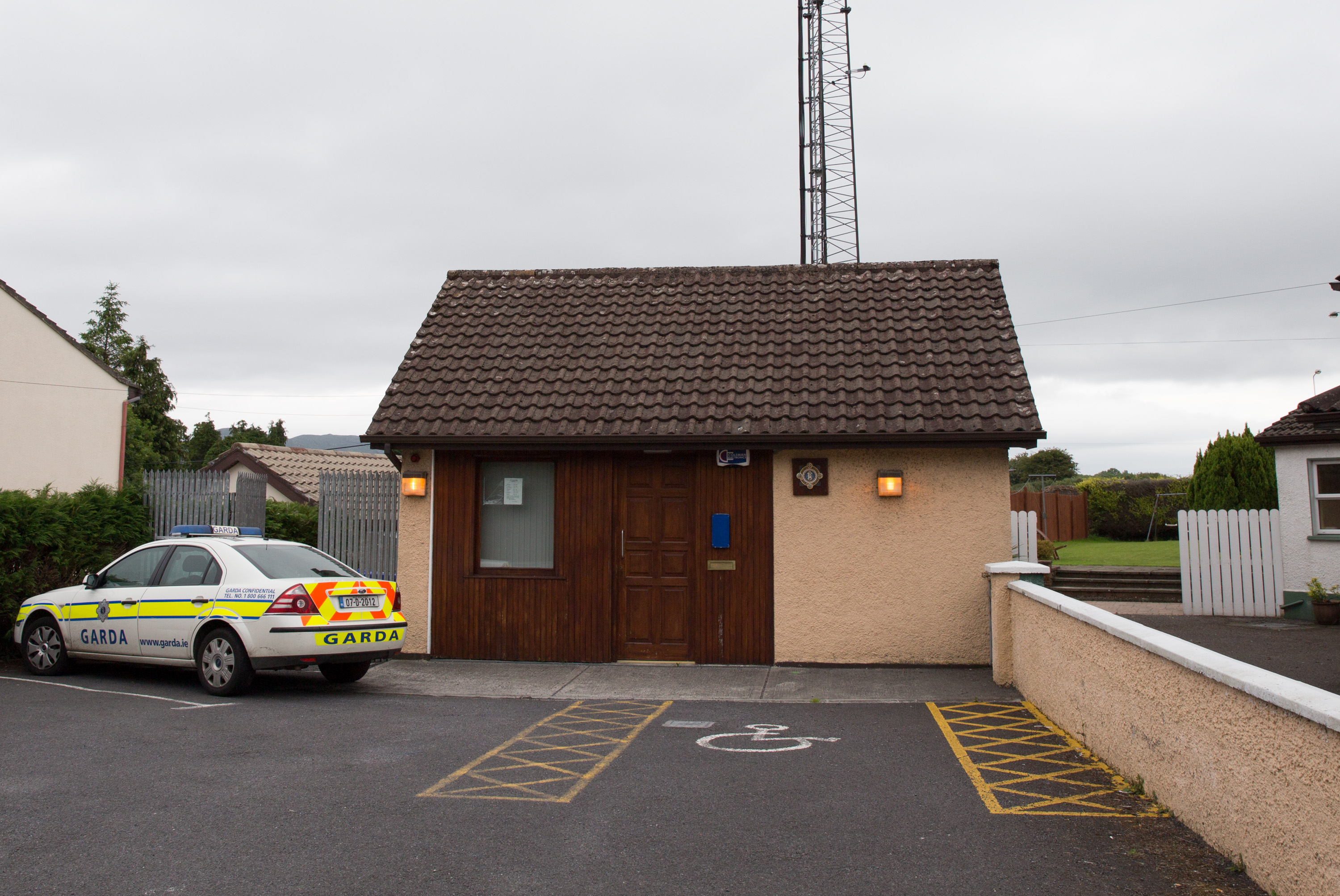
Caserna dels Garda